# Episodi di Mr. Mercedes (seconda stagione)
La seconda stagione della serie televisiva Mr. Mercedes, composta da 10 episodi, è stata trasmessa sulla rete via cavo Audience dal 22 agosto al 24 settembre 2018.
In Italia, la stagione è stata distribuita il 28 giugno 2019 su Starz Play.
| n° | Titolo originale                 | Titolo italiano                   | Prima TV USA      | Pubblicazione Italia |
| -- | -------------------------------- | --------------------------------- | ----------------- | -------------------- |
| 1  | Missed You                       | Bentornato a casa                 | 22 agosto 2018    | 28 giugno 2019       |
| 2  | Let's Go Roaming                 | Andiamo a fare un giro            | 29 agosto 2018    | 28 giugno 2019       |
| 3  | You Can Go Home Now              | Telepatie mortali                 | 5 settembre 2018  | 28 giugno 2019       |
| 4  | Motherboard                      | Il telefono di Sadie              | 12 settembre 2018 | 28 giugno 2019       |
| 5  | Andale                           | Occupandi Temporis                | 19 settembre 2018 | 28 giugno 2019       |
| 6  | Proximity                        | Tana libera tutti                 | 26 settembre 2018 | 28 giugno 2019       |
| 7  | Fell On Black Days               | Tempi bui                         | 3 ottobre 2018    | 28 giugno 2019       |
| 8  | Nobody Puts Brady in a Crestmore | Nessuno manda Brandy all'ospedale | 10 ottobre 2018   | 28 giugno 2019       |
| 9  | Walk Like a Man                  | È umano guarire                   | 17 ottobre 2018   | 28 giugno 2019       |
| 10 | Fade to Blue                     | Resa di conti                     | 24 ottobre 2018   | 28 giugno 2019       |